# Джованні Баттиста Піттоні
Джамбаттіста Піттоні (італ. Giovanni Battista Pittoni, варіанти написання імені: Gianbattista або Giambattista — Джанбаттіста або Джамбаттиста; 6 червня 1687, Венеція — 6 листопада 1767, Венеція) — найбільший художник італійського бароко, майстер  фресок і картини, останній великий представник венеційської школи. Він був одним із засновників Галерея Академії (Венеція), з яких в 1758 році він став другим президентом, змінивши Тьєполо.

## Музеї, де зберігають твори митця
- Уффіці
- Державний Ермітаж
- Державний музей образотворчих мистецтв імені О. С. Пушкіна
- Оранієнбаум (палацово-парковий ансамбль)
- Лувр
- Метрополітен-музей
- Берлінська картинна галерея
- Празький Град (Національна галерея (Прага)
- Лондонська національна галерея
- Музей історії мистецтв
- Національний музей мистецтва Каталонії
- Музей Вальрафа-Ріхарца
- Національна галерея Австралії
- Берлінська картинна галерея
- Гамбурзька картинна галерея

## Галерея
|                                                     |
| «Видіння немовляти Христа св. Антонію Падуанському» |

|                         |
| «Благовіщення», варіант |

|                                      |
| «Благовіщення», вертикальний варіант |

|                                           |
| «Різдво Христове». музей квімпер, Франція |

|                   |
| «Різдво Христове» |

|                  |
| «Вакх і Аріадна» |

|                 |
| «Венера і Марс» |

|                                   |
| «Елеазар і Ревекка біля колодязя» |

|                           |
| «Жертвоприношення Ісаака» |

|                            |
| «Агар з янголом в пустелі» |

|                                                                                      |
| «Свята Єлизавета Угорська роздає милостиню», Музей образотворчих мистецтв (Будапешт) |

|                                            |
| «Смерть св. Йосипа, земного батька Христа» |

|                          |
| «Каяття Марії Магдалини» |

|                       |
| «Мучеництво св. Фоми» |

|                              |
| «Жертвоприношення Поліксени» |

|                         |
| «Алегорія Літа та Зими» |

|                                                                        |
| «Св. Євстахій, що прийняв християнсто, відмовляється шанувати Юпітера» |

|                    |
| «Смерть Софонісби» |

|                                          |
| «Святий Рох, покровитель хворих на чуму» |

|                  |
| «Вакх і Аріадна» |

|              |
| «Св. Єронім» |

|                                  |
| «Св. Єронім та Педро Алькантара» |

|                                                |
| «Жертвоприношеня Поліксени біля могили Ахілла» |

|                                                 |
| «Відпочинок Св. Родини під час втечі до Єгипту» |